# Tahoua
Tahoua é uma cidade do Níger, com cerca de 99.000 habitantes. É sede do departamento de Tahoua.

## Cidades irmãs
- Luanda, Província de Luanda, Angola